# بیمارستان کسری (شیراز)
بیمارستان کسری واقع در استان فارس، کلانشهر شیراز بیمارستانی است خصوصی و درمانی  با ظرفیت ۲۷ تخت ثابت که در سال ۱۳۵۴ خورشیدی تأسیس گردید.
هم اکنون این بیمارستان دارای اورژانس، اتاق عمل، ارتوپدی، ارولوژی، جراحی زنان و زایمان، جراحی عمومی، چشم،  ENT، جراحی مغز و اعصاب و دیگر واحدهای پاراکلینیکی و درمانگاهی می‌باشد.